# Procès d'Hamid Nouri

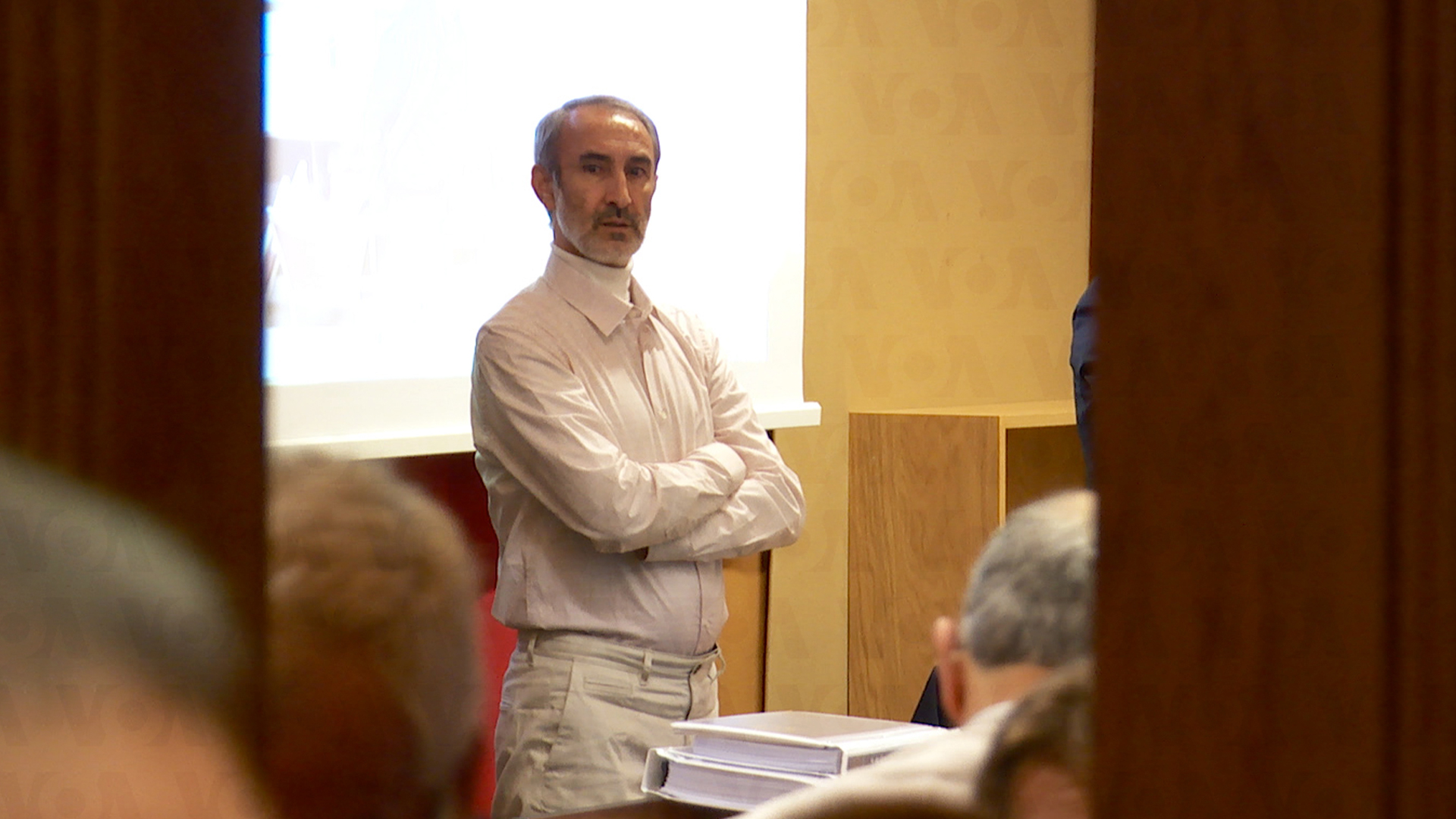
Nouri à son procès en Suède.

Le procès d'Hamid Nouri est une affaire pénale en cours impliquant Hamid Nouri, un responsable iranien détenu en Suède en novembre 2019. Nouri est accusé d'être un personnage clé dans les exécutions des prisonniers politiques iraniens de 1988, au cours desquelles 2 800 à 3 800 Iraniens ont été massacrés. Début 2021, des accusations de meurtre et de crimes de guerre ont été déposées contre lui en vertu de la compétence universelle,. Il s'agit de la première inculpation d'une personne en relation avec le massacre des prisonniers politiques de 1988. Nouri est accusé de plus de 100 meurtres et crimes de guerre graves, et il devrait fournir des preuves impliquant également Ebrahim Raïssi, devenu depuis président de l'Iran.

## Contexte
Hamid Nouri, né le 29 avril 1961, était connu des détenus politiques sous le nom de Hamid Abbasi. C'était un gardien de prison du Corps des Gardiens de la révolution islamique recruté par la justice iranienne. Il a assisté les procureurs des prisons d'Evin et de Gohardasht (en) et a travaillé en étroite collaboration avec Mohammad Moghiseh, le procureur associé de la prison. Il a également été membre du comité d'exécution de la prison de Gohardasht en 1988. Les meurtres de 1988 visaient des membres des moudjahiddines du peuple iranien, un groupe qui préconisait le renversement du régime de la République islamique d'Iran.
Les exécutions découlaient d'une fatwa de 1988 de l'ayatollah Khomeiny qui a ordonné l'exécution de tous les prisonniers iraniens qui soutenaient les moudjahiddines du peuple et lui étaient fidèles.
Un enregistrement audio de l'ancien Guide suprême adjoint, l'ayatollah Hossein Ali Montazeri, fait surface en 2016, dans lequel Montazeri affirme à Hossein Ali Nayeri, Morteza Eshraghi, Ebrahim Raïssi et Mostafa Pourmohammadi que « le plus grand crime de la République islamique, pour lequel l'histoire nous condamnera, a été commis entre vos mains, et on inscrira dans l'histoire vos noms comme ceux de criminels ».
En 2016, Maryam Radjavi a proposé qu'une commission d'enquête examine le massacre de 1988 et identifie les personnes impliquées. Ce comité s'est penché sur Moghisei, Lashgari et Nouri. Ces efforts visent à faire juger tous les responsables gouvernementaux impliqués dans le massacre de 1988, y compris le Guide suprême Ali Khamenei, le président Ebrahim Raïssi et le chef de la Cour suprême Mohseni Ejei. Le 3 mai 2021, 152 anciens responsables de l'ONU, lauréats du prix Nobel, anciens chefs d'État et experts des droits de l'homme ont appelé à une enquête internationale.

### Arrestation
L'ex-gendre d'Hamid Nouri et un ancien prisonnier politique iranien, Iraj Mesdaghi, mettent en place un stratagème pour attirer Nouri en Suède : ils se font passer pour une agence de voyage et lui promettent un voyage luxueux en Europe. Le 9 novembre 2019, des policiers suédois ont arrêté Nouri à l'aéroport de Stockholm-Arlanda.

## Le procès
Le procès s'est ouvert en août 2021. Les procureurs du tribunal de district de Stockholm ont décliné les accusations portées contre Hamid Nouri, notamment pour meurtre et crimes de guerre. Nouri aurait été assistant du procureur adjoint de la prison de Gohardasht à Karaj, à l'extérieur de Téhéran, entre le 30 juillet et le 16 août 1988. Il est également accusé de « torture, exécution et enterrement secret des victimes et de ne pas avoir informé leurs familles de leur lieu de sépulture ».
Le procès a été délocalisé pendant deux semaines à Duraz en Albanie afin de faciliter les témoignages de membres des moudjahiddines du peuple. La première audience a eu lieu le 10 novembre 2021.
Le procès s'est conclu le 4 mai 2022 ; le verdict rendu le 14 juillet 2022 est la réclusion a perpétuité. Le pouvoir judiciaire en Iran déclare rejeter le verdict.
Selon Bernard PHELAN "Otage en Iran" - Ed.Harper Collins, page 306, Hamid Nouri a été libéré le 15 juin 2024 en échange de l'otage Johan Floderus, employé de l'UE, arrêté à Teheran le 17 avril 2022.Johan Floderus a été détenu 500 jours. Olivier VAn de Casteele a croisé Johan Floderus durant sa détention.